# Selektivnost vezivanja
Selektivnost vezivanja se odnosi na različite afinitete sa kojim se različiti ligandi vezuju za supstrat pri formiranju kompleksa. Koeficijent selektivnosti je konstanta ravnoteže reakcije zamene jednog liganda drugim u kompleksu su supstratom. Selektivnost vezivanja je važna u biohemiji i u procesima hemijske separacije.

## Koeficijent selektivnosti
Koncept selektivnosti se koristi za kvantifikaciju stepena u kojem se dati supstrat, A, vezuje za dva različita liganda, B i C. Najjednostavniji slučaj je kad formirani kompleksi imaju 1:1 stehiometriju. Onda se te dve interakcije mogu karakterisati konstantama ravnoteže  i .
{\displaystyle A+B\leftrightharpoons AB;K_{AB}={\frac {[AB]}{[A][B]}}}
{\displaystyle A+C\leftrightharpoons AC;K_{AC}={\frac {[AC]}{[A][C]}}}
[..] označava koncentraciju. Koeficijent selektivnosti se definiše kao odnos dve konstante ravnoteže.
{\displaystyle K_{B,C}={\frac {K_{AC}}{K_{AB}}}}
Koeficijent selektivnosti je zapravo konstanta ravnoteže reakcije zamenjivanja
{\displaystyle AB+C\leftrightharpoons AC+B;K_{B,C}={\frac {[AC][B]}{[AB][C]}}={\frac {K_{AC}[A][B][C]}{K_{AB}[A][B][C]}}={\frac {K_{AC}}{K_{AB}}}}
Može se pokazati da je ista definicija primenljiva na komplekse sa različitom stehiometrijom,  i . Što je veći koeficijent selektivnosti, to u većoj meri ligand C zamenjuje ligand B iz kompleksa formiranog sa supstratom A. Alternativna interpretacija je da što je veći koeficijent selektivnosti, to je niža koncentracija liganda C potrebna za zamenjivanje liganda B u kompleksu AB. Koeficijent selektivnosti se eksperimentalno određuju,  i .